# Syndroom van Gerstmann
Het syndroom van Gerstmann is een syndroom van neurologische aard, waarbij een beschadiging van de gyrus angularis in de linkerhersenhelft wordt verondersteld. Dit syndroom dient te worden onderscheiden van het syndroom van Gerstmann-Sträussler-Scheinker. Het syndroom van Gerstmann wordt in de meeste gevallen veroorzaakt door een beroerte of treedt op wanneer een patiënt dement wordt. Een aangeboren variant van dit syndroom komt steeds meer tot uiting door de achterstand die kinderen met het syndroom op school oplopen.

## Symptomen
De klassieke symptomen van mensen met het syndroom van Gerstmann:
- agrafie of dysgrafie, moeite met schrijven
- dyslexie, leesstoornis
- dyscalculie, rekenstoornis
- verstoorde links-rechtsdesoriëntatie
- vingeragnosie, moeite met het benoemen van de vingers bij aanraking

Het klassieke patroon van deze symptomen komt zelden voor. Vaak is er sprake van andere benoemingsstoornissen of andere fatische stoornissen, apraxie of alexie.

frontale kwab - voor
pariëtale kwab
occipitale kwab - achter
temporale kwab - zijkant
De kleine hersenen zijn in zwart-wit onder de grote hersenen te zien.